# دانكو فيليبوفيتش
دانكو فيليبوفيتش هو لاعب كرة قدم صربي في مركز الدفاع، ولد في 3 أكتوبر 1978 في غورنيي ميلانوفاتس في صربيا. لعب مع FK Budućnost Valjevo ‏.

## وصلات خارجية
- دانكو فيليبوفيتش على موقع قاعدة بيانات كرة القدم.إي يو (الإنجليزية)
- دانكو فيليبوفيتش على موقع Soccerway.com (الإنجليزية)